# Požarevac
Požarevac (pronunciado /poyárevats/, [pɔ̂ʒaːrɛʋat͡s] en serbio: Пожаревац, en húngaro: Pozsarevác, en alemán: Passarowitz) es una ciudad localizada al este de Serbia, entre los ríos Danubio, Gran Morava y Mlava. Centro administrativo del distrito de Branicevo. Su nombre significa ciudad del fuego.

## Historia
Era conocida como Margus en la época romana, cuando fue un importante centro comercial, y en ella se firmó un tratado entre el Imperio Romano de Oriente y los jefes hunos Atila y Bleda (435 d. C.). Fue saqueada por los hunos en el año 442 y a partir de entonces perdió importancia
Cayó en poder de los turcos otomanos en 1459 y en el siglo XV se la menciona ya como Pasarofça, siendo parte del sanjacado de Semendria (Smederevo). Hacia 1650 era sede de un cadí. Al inicio del siglo siguiente era considerada una aldea tras ser abandonado unos años antes por la población serbia.
Bajo control austriaco entre 1718 y 1739, cuando se la conoció con el nombre de Passarowitz, en ella se firmó el Tratado de Passarowitz (julio de 1718) que supuso el fin de la guerra austro-turca (1716-1718).
En 1739 retornó al dominio de los otomano, quienes la conservaron hasta que cayó en manos de los rebeldes serbios en 1804; en 1813 los turcos la recuperaron brevemente, pero en 1815 fue reconocida como parte de Serbia. A partir de entonces, el príncipe Milos Obrenovic I inició la reconstrucción de la ciudad, levantándose importantes edificios: la Catedral (1819), el castillo-mansión (1825), etc.
En la segunda mitad del siglo XIX aumentó la población de forma regular. Durante la Primera Guerra Mundial fue ocupada por los austro-alemanes (1915-1916) y los búlgaros (1916 a 1918), pero los serbios la recuperaron en el otoño de 1918, casi al final de la guerra. Entonces formó parte del Reino de los Serbios, Croatas y Eslovenos, después Yugoslavia, excepto en el periodo 1941-1944 que estuvo bajo control alemán, y luego dentro de la república Socialista de Serbia. Tras la disolución del estado yugoslavo, formó parte de Serbia-Montenegro y finalmente de Serbia.

## Galería

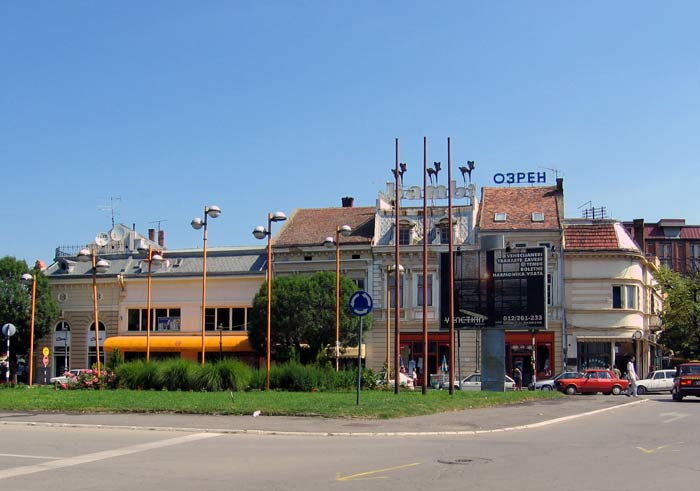
Centro de la ciudad
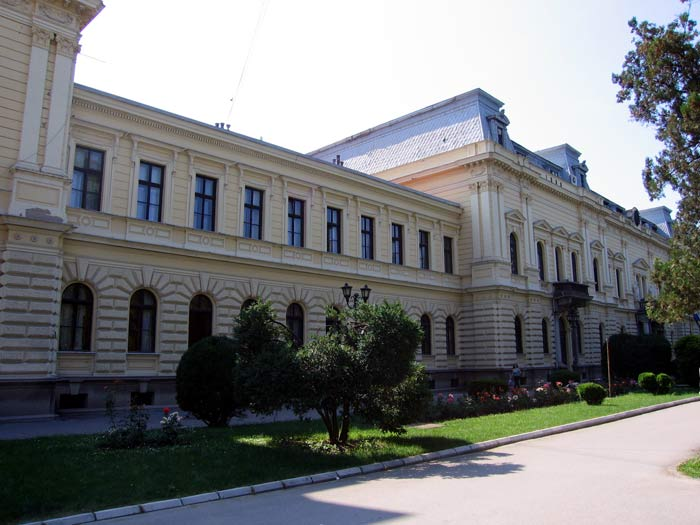
Ayuntamiento Požarevac
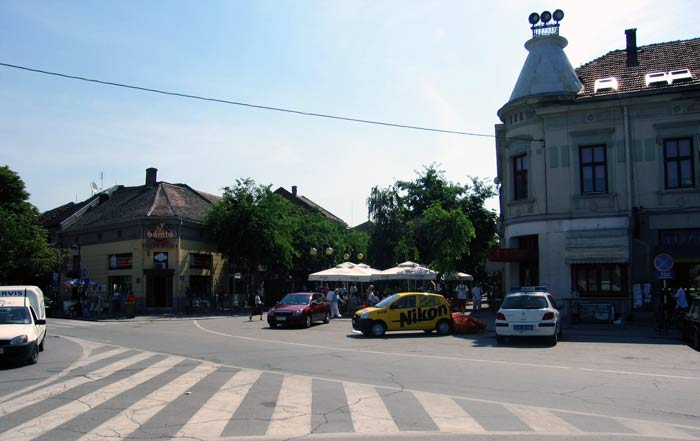
Centro de la ciudad
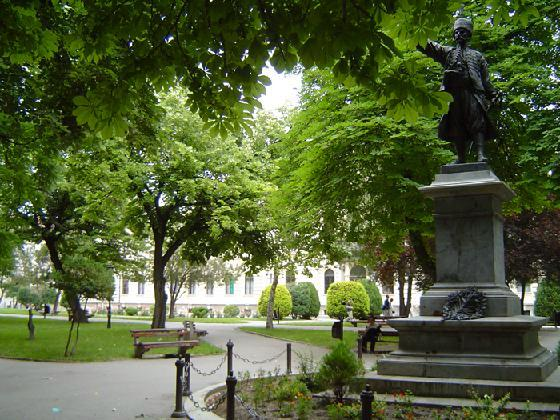
Parque de Požarevac
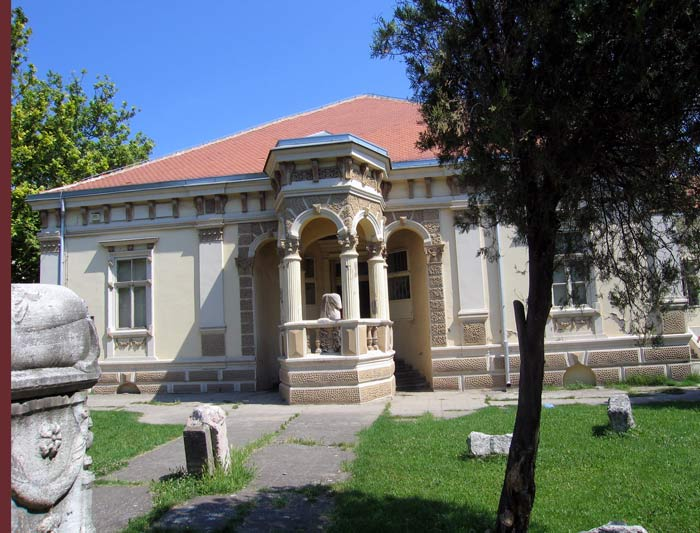
Museo Nacional de Požarevac
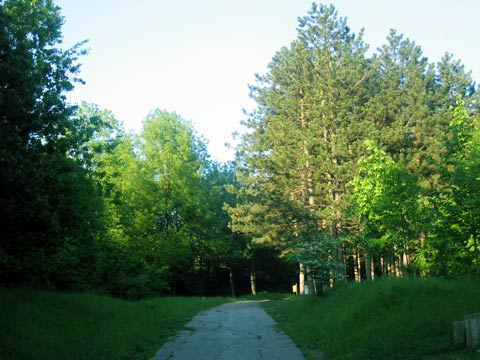
Parque Čačalica
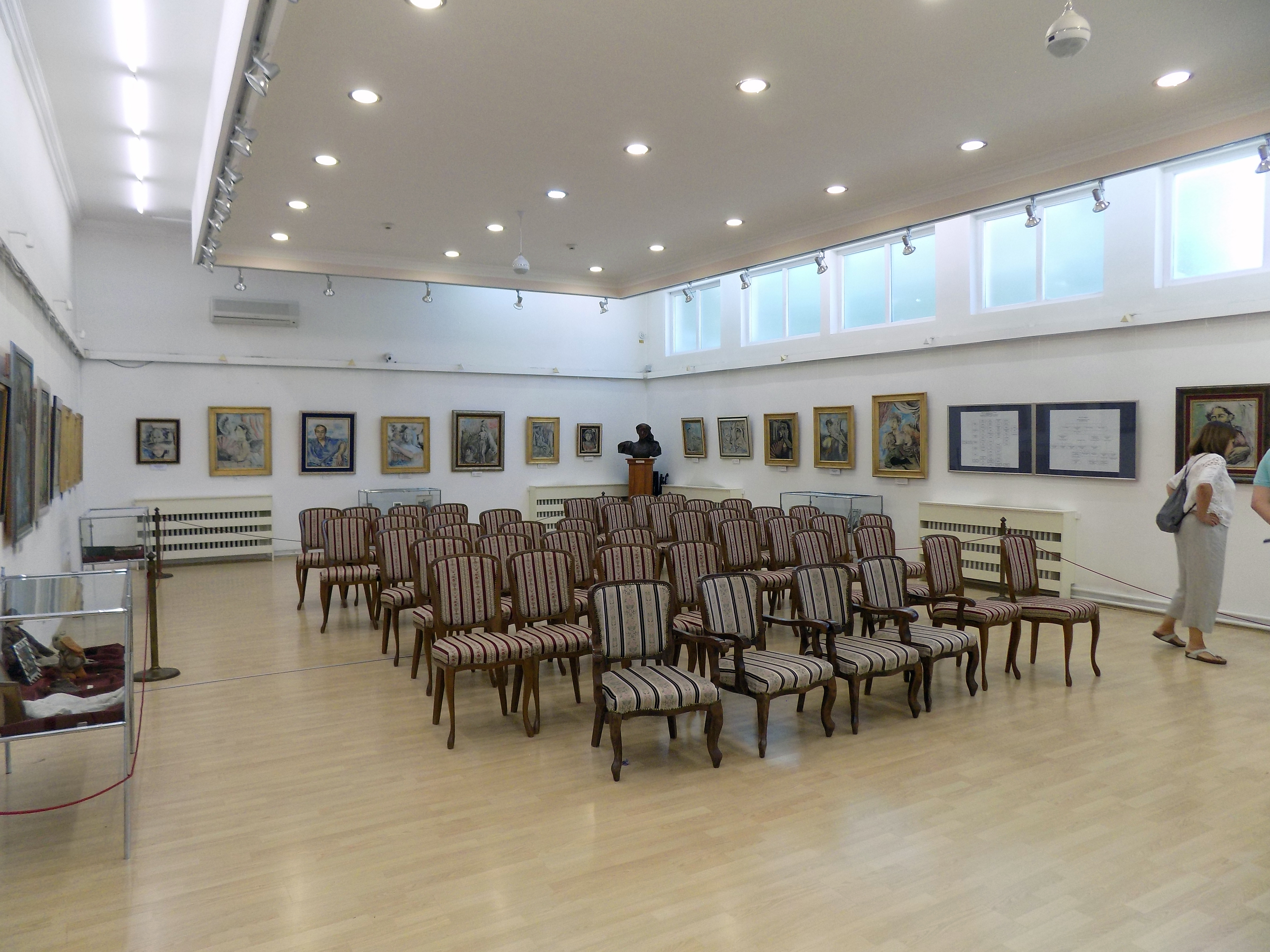
Galería Milena Pavlovic Barilli